# 주간고속도로 제86호선 (아이다호주)
주간고속도로 제86호선 서부선(영어: Interstate 86 (west), I-86W)은 미국 북서부 아이다호주 데클로(Declo) 근교에서 아이다호주 포커텔로 근교에 위치한 처벅(Chubbuck)을 잇는 총 연장 101.147km의 고속도로이다. 86호선 서부선은 미국에 존재하는 모든 주간고속도로 중에서 번호가 3자리 수인 고속도로를 제외하면 동서고속도로 중에서 가장 길이가 짧다.
86호선 서부선이 매우 짧은 데도 불구하고 도로 변에 위치한 많은 도시와 마을들은 86호선의 존재가 매우 절실하다. 왜냐하면 86호선을 제외하면 다른 지역으로 통하는 도로가 없어지기 때문이다.
한편 미국 동부 펜실베이니아주와 뉴욕주를 잇는 86호선 동부선과는 번호만 같을 뿐, 별개의 노선 체계를 가지고 있다.